# Тагундайн
Тагундайн (бирм. တံခွန်တိုင်) — деревня в национальной области Карен, Мьянма..